# Bessey
Bessey ist eine französische Gemeinde mit 465 Einwohnern (Stand: 1. Januar 2022) im Département Loire in der Region Auvergne-Rhône-Alpes. Sie gehört zum Arrondissement Saint-Étienne und zum Kanton Le Pilat. Die Einwohner werden Besserots genannt.

## Geographie

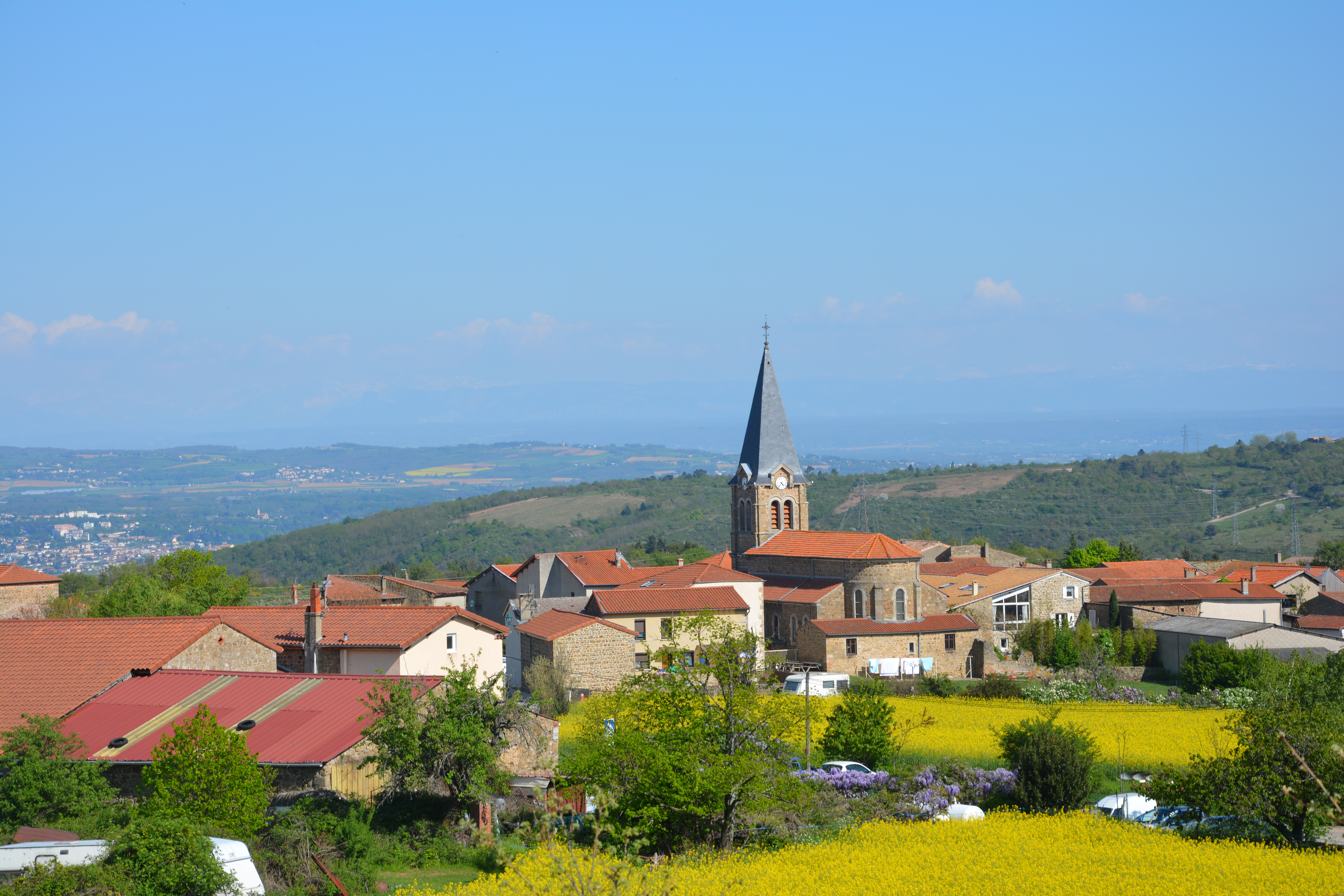
Blick auf Bessey

Bessey liegt etwa 25 Kilometer ostsüdöstlich von Saint-Étienne im Regionalen Naturpark Pilat. Nachbargemeinden von Bessey sind Pélussin im Nordwesten und Norden, Chavanay im Nordosten, Malleval im Osten, Lupé im Süden, Maclas im Süden und Südwesten sowie Roisey im Westen.

## Bevölkerungsentwicklung
| Jahr                       | 1962 | 1968 | 1975 | 1982 | 1990 | 1999 | 2006 | 2014 | 2022 |
| -------------------------- | ---- | ---- | ---- | ---- | ---- | ---- | ---- | ---- | ---- |
| Einwohner                  | 239  | 229  | 235  | 226  | 263  | 292  | 381  | 438  | 465  |
| Quellen: Cassini und INSEE |      |      |      |      |      |      |      |      |      |

## Sehenswürdigkeiten
- Johannes-der-Täufer-Geburts-Kirche (Église de la Nativité-de-Saint-Jean-Baptiste)